# Свами Бон
Бхактихрида́я Бон Сва́ми (англ. Bhakti Hridaya Bon Swami, более известный как Свами Бон; имя при рождении — Нарендрана́тх Му́керджи; 1901, Восточная Бенгалия, Британская Индия — 7 июля 1982, Вриндаван, Уттар-Прадеш, Индия) — бенгальский кришнаитский гуру, богослов, писатель и проповедник; известный религиозный философ Индии XX века. Свами Бон был учеником основателя Гаудия-матха Бхактисиддханты Сарасвати. Получил широкую известность своей деятельностью по развитию образования в регионе Браджа. В частности, Свами Бон был основателем и ректором Института восточной философии во Вриндаване — аффилированного с государственным Университетом Бхимрао Амбедкара, а также учредителем детской школы Шри Кришны Чайтаньи в Нандаграме (Матхура, Уттар-Прадеш).
Свами Бон инициировал несколько тысяч учеников в Бенгалии и трёх западных учеников: Свами Лалитанаду, Вальтера Айдлица (обратившегося в гаудия-вайшнавизм после встречи в индийском лагере для военнопленных с единственным западным учеником Бхактисиддханты Сарасвати — Саданандой Свами) и Асима Кришну Дасу (Аллана Шайро).

## Шри Шри Радха-Говиндаджи траст
Свами Бон длительное время не создавал собственную религиозную организацию, ведя затворническую жизнь и сотрудничая, в частности, с Шри Чайтанья Матхом, где в 1976 году его даже избрали ачарьей. Помимо своего основного местопребывания, Бхаджан-кутира во Вриндаване (ныне в саду при нём построены храм и его самадхи), он также основал 3 храма в Нандаграме, Южной Калькутте и Хингалгандже (Северные 24 парганы, Западная Бенгалия). В 1979 году[уточнить] для управления ими и Институтом восточной философии Свами Бон учредил религиозно-просветительскую организацию Шри Шри Радха-Говиндаджи траст (англ. Sri Sri Radha Govindaji Trust), проще — Радха-Говинда траст, действующий до настоящего времени. Нынешний ачарья траста — Гопананда Бон, ученик Свами Бона, является также президентом названного Института и Всемирной вайшнавской ассоциации (WVA).